# Кузьминский, Георгий Дмитриевич
Георгий Дмитриевич Кузьминский (1842—1914) — генерал-майор русской императорской армии. Брат П. Д. Кузьминского.

## Биография
Родился 17 (29) апреля 1842 года
С 1 сентября 1861 года прапорщик; с 21 ноября 1871 года — капитан; с 1878 года — майор со старшинством с 11.06.1877. Служил в 162-м пехотном Ахалцыхском полку. В 1876 году принимал участие в сербско-турецкой войне; в 1877—1878 годах участвовал в русско-турецкой войне. В 1868 году был награждён орденом Св. Станислава 3-й степени с мечами и бантом, в 1880 году — орденом Св. Станислава 2-й степени с мечами. В 1879 году был отмечен сербским орденом Такова и получил сербские серебряная медали «За храбрость» — серебряную и золотую.
С 6 декабря 1883 года — подполковник. Был старшим адъютантом штаба Кавказского военного округа. В 1886 году — в 81-м пехотном Апшеронском полку. «За 25 лет беспорочной службы в офицерских чинах» в 1888 году получил орден Св. Владимира 4-й степени с бантом 
С 31 мая 1890 года — полковник и командир 3-го Кавказского стрелкового батальона; с 21 октября 1896 года — командир 13-го лейб-гренадерского Эриванского полка, откуда был уволен в отставку с мундиром и пенсией с производством в генерал-майоры 17 апреля 1901 года. В 1894 году был награждён орденом Св. Анны 2-й степени; 23 апреля 1898 года — орденом Св. Владимира 3-й степени.
Умер 23 февраля (8 марта) 1914 года в Санкт-Петербурге. Похоронен на Митрофаниевском кладбище.